# Hickam Housing, Hawaii
Hickam Housing är en ort (CDP) i Honolulu County, i delstaten Hawaii, USA. Enligt United States Census Bureau har orten en folkmängd på 6 920 invånare (2010) och en landarea på 11,9 km².